# James William Tutt

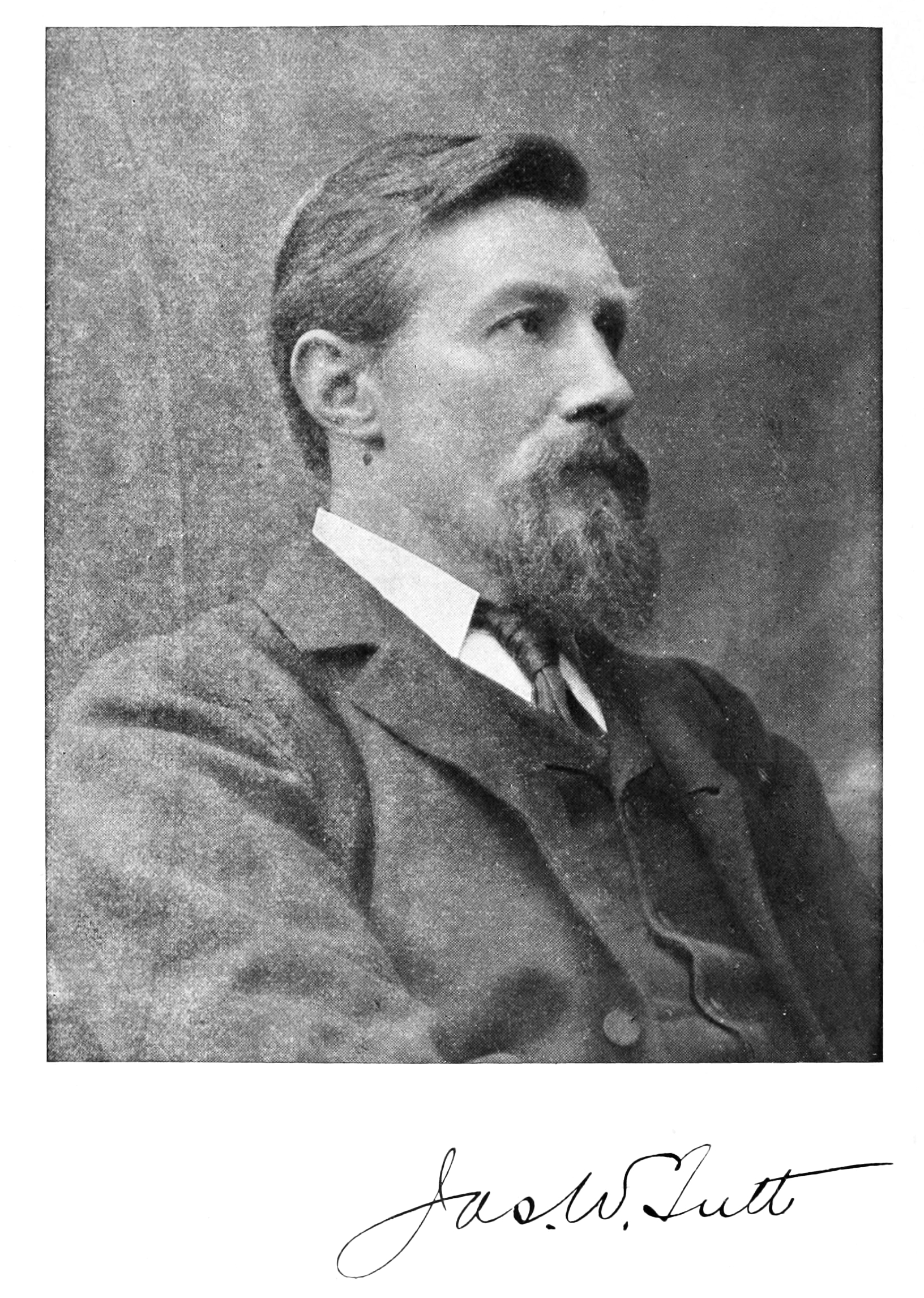
J. W. Tutt

James William Tutt, häufig J. W. Tutt zitiert, (* 26. April 1858 in Strood, Kent; † 10. Januar 1911 in Greenwich (London)) war ein britischer Entomologe (Schmetterlinge) und Lehrer.
Tutt erhielt seine Ausbildung als Lehrer an der Universität London und war danach Lehrer und Schulleiter (Head Master) in London.
Er interessierte sich für Entomologie und trat 1885 der Entomological Society of London bei. 1890 war er Gründungsherausgeber des Entomologists` Record. Er veröffentlichte grundlegende Arbeiten über Schmetterlinge in Großbritannien (darunter auch Nachtfalter), verfasste darüber mehrerer Bücher und ist vor allem bekannt für seine Erklärung und Beobachtung des Industriemelanismus beim Birkenspanner als Beispiel für die Theorie der natürlichen Auslese von Charles Darwin von 1896. In den 1950er Jahren wurde dies experimentell von Bernard Kettlewell bestätigt und nach zwischenzeitlicher Kritik 2012 durch Experimente von Michael Majerus.  Er war auch ein populärwissenschaftlicher Autor und hielt viele öffentliche Vorträge.

## Schriften (Auswahl)
- The British Noctuae and their Varieties, 1891, 1892,
- Natural History of the British Lepidoptera, 1890 bis 1911
- British Moths, London: Routledge 1896
- Practical hints for the Field lepidopterist, 1901
- A natural history of the British Lepidoptera. A text-book for students and collectors, 1908